# خسرو خبیری
خسرو خبیری (۱۳۲۲ بادرود - ۱۴۰۱ همیلتون) روزنامه‌نگار و کارشناس هوش، خلاقیت‌های ذهنی در مطبوعات و مسابقات تلویزیونی بود.

## زندگی
خسرو خبیری در سال ۱۳۲۲ در شهرستان بادرود متولد شد. درخردسالی به همراه مادر بزرگ و پدربزرگش به تهران مهاجرت کرد. پس از سپری شدن دوره کودکی و دبستان وارد دبیرستان فردوسی شده و کار مطبوعات را با نوشتن روزنامه دیواری در دبیرستان آغاز کرد  و در سطح کشوری مورد تقدیر قرار گرفت. علاقه و پشتکار او به نوشتن سبب شد که در سال‌های بعد با بیش از یازده مجله کشور از جمله مجله جوانان٫ مجله اطلاعات هفتگی٫ کیهان بچه‌ها٫ و … همکاری داشته باشد. علاوه بر فعالیت‌های مطبوعاتی، از سال ۱۳۴۶ به‌طور رسمی در دبیرستان های دیبا، پیشاهنگ، شهره، هدف، مظاهری، خوارزمی و آذر شروع به تدریس ریاضی کرد.  همزمان، در آموزشگاه‌های فضیلت، هدف، فارابی، پیام، توحید، علوی، بعثت٫ پویش٫ علوم٫ ثنایی هوش و استعدادهای تحصیلی و ریاضیات تدریس می‌کرد. وی مدتی نیزدر دانشگاه آزاد واحد شمال (ونک) به کارمندان بانک تجارت و کارکنان دانشگاه ملی (شهید بهشتی) آمار و ریاضیات تدریس نمود.  در سال ۱۳۴۷ ازدواج کرد و ثمره این ازدواج دو پسر بوده.  فعالیتهای تلویزیونی ایشان در دهه‌ی شصت تحت عنوان کارشناس ریاضی و هوش و خلاقیت در برنامه‌های تلاش٫ یک مسابقه و سی سوال٫ مسابقه علمی٫ و مسابقه بزرگ آغاز شد. او همزمان با کار در شرکت نفت، انجمن نفت، مطبوعات، تلویزین، اوقات فراغت خود را به نقاشی و تألیف و ترجمه و نوشتن کتاب پرداخته و در طول بیش از پنجاه سال فعالیتهای فرهنگی و‌ مطبوعاتی، بیش از صد عنوان کتاب از وی به چاپ رسیده‌است.  وی بیست سال پایانی عمر را در کانادا ساکن بود و علاوه بر تألیف کتاب و تدریس ریاضیات، با مطبوعات و تلویزیون ایرانیان کانادا نیز همکاری داشت. 

## کار در مطبوعات
به سبب علاقه خاص به مسائل هوش، سرگرمی، خلاقیتهای ذهنی و استعداد تحصیلی، ایشان در طول سالیان متمادی، به گردآوری و تألیف کتب متعددی دراین زمینه پرداخته‌است. از جمله نشریاتی که آقای خبیری تدوین مطالب هوش و سرگرمی آن‌ها رابر عهده داشت عبارتند از مجلات جوانان، پیام، امید، نهال، کیهان بچه‌ها، رشد جوان، رشد نوجوان، اطلاعات هفتگی، مجله نوجوانان.  ایشان همچنین مسئولیت انتشار مجله نفت  و ماهنامه مجله فنی مهندسی انجمن نفت را بعهده داشته‌است.  ازدیگر فعالیت‌های ایشان می‌توان از طراحی سئوالات هوش برای آزمون آزمایشی سراسری کشور نام برد.

## صدا و سیما
از سال هزار و سیصد و شصت و دو به دعوت صدا و سیما در برنامه‌های مسابقات علمی و سرگرمی به عنوان کارشناس و طراح سوالات هوش و ریاضی شروع به همکاری کرد. از کارهای بیاد ماندنیش می‌توان به برنامه‌های یک مسابقه سی سؤال، مسابقه علمی، مسابقه تلاش، مسابقه بزرگ، علم و تجربه که هر کدام سال‌های زیادی از شبکه‌های مختلف صدا و سیما پخش می‌شد اشاره کرد. خسرو خبیری با رادیو نیز همکاری داشته و برای برنامه کودک و صبح جمعه در بخش مسابقات مطالبی ارائه داده‌است.
- برنامه وطنم ایران در یوتیوب
- برنامه کنکاش در یوتیوب
- مروری بر فعالیت‌های خسرو خبیری در صداسیما در یوتیوب

## آثار
نامبرده دارای آثار مختلفی در زمینه ریاضیات عمومی و هوش و سایر زمینه‌ها به صورت ترجمه یا تألیف است. برخی آثار وی به این شرح زیر است:
- آزمون‌های سنجش و تقویت هوش، خسرو خبیری، انتشارات شباهنگ، چاپ اول ۱۳۸۴، ترجمه و تألیف.
- گامی فراتر برای تقویت حافظه و استدلال منطقی با جدول‌های اعداد سودوکو، شباهنگ، ۱۳۸۶
- ریاضیات و خلاقیت های ذهنی تیزهوشان پنجم ابتدایی، شباهنگ، ۱۳۸۶
- ریاضیات و خلاقیت های ذهنی المپیاد پنجم ابتدایی، شباهنگ، ۱۳۸۵
- ریاضیات و خلاقیت های ذهنی تیزهوشان سوم راهنمایی، شباهنگ، ۱۳۸۶
- ریاضیات و خلاقیت های ذهنی المپیاد سوم راهنمایی، شباهنگ، ۱۳۸۶
- بازی های علمی. ترجمه. شابک ‎۹۶۴−۳۱۳−۵۱۴−۴ تهران[۲]
- تست هوش در آزمون ها. دانشگاه علوم پزشکی تبریز[۳]

از دیگر کتاب‌های وی عبارتند معماها و بازی‌ها (سه جلد)، پرورش هوش کودکان (چهار جلد)، بشنو (جملات قصار)، ایمان (کاریکاتور سیاسی)، آزمون تست های چهارگزینه‌ای (سه جلد)، بازی های علمی (دو جلد)، هوش آزمایی تیزهوشان، آزمون های ادواری هوش جهت دکترا و فوق لیسانس. جی مت (G.Math) برای فوق لیسانس.